# 布法羅鎮區 (堪薩斯州巴頓縣)
布法羅鎮區（英語：Buffalo Township）為位在美國堪薩斯州巴頓縣的鎮區。2010年美国人口普查中該鎮區人口有417人。

## 歷史
布法羅鎮區於1872年設立。

## 地理
布法羅鎮區涵蓋面積88.41平方（34.14平方英里），境內無城鎮設立。而縣治大本德位在此鎮區東南邊。

### 墓園
根據美國地質調查局的資料，此鎮區僅有1座墓園：
- 埃弗里特墓園（Everett Cemetery）

## 人口統計
根據2010年美國人口普查，布法羅鎮區人口有417人，人口密度為4.71人/平方公里。種族方面，96.16%為白人；0.24%為非裔美洲人；0.48%為美洲原住民；0.24%為亞洲人；0%為太平洋島民；1.92%為其他種族；另外有0.96%為兩個或以上的種族。而西班牙裔美國人或拉丁美洲人佔該鎮區人口的2.64%。

## 外部連結
- US-Counties.com
- City-Data.com （页面存档备份，存于）